# 托列茨克战役
托列茨克战役是俄乌战争中双方围绕顿涅茨克州托列茨克市及其周边村镇展开的一场战役，于2024年6月18日开始，至2025年8月7日被俄羅斯最終攻佔為止。亦是俄羅斯自巴赫穆特戰役後奪取的首個大型市鎮。

## 过程

### 2024年6-8月：外围战
俄军对该地区的第一波攻击始于2024年6月18日，主要目标是托列茨克市东郊的舒梅、皮夫登内和皮夫尼奇内，乌克兰官方亦证实俄军的攻击。6月20-21日，俄军继续攻击上述村镇的同时，还在南郊对纽约镇发起了攻击。6月21日，俄军部队占领了舒梅村，并于几天后在皮夫登内、皮夫尼奇内和德鲁日巴取得进展。6月30日，俄罗斯国防部宣称通过管道奇袭了皮夫尼奇内，一名乌克兰军事观察员表示，俄罗斯于当日向托列茨克方向推进了2.6公里，并指出俄罗斯在皮夫登内的推进“几乎没有遇到抵抗”。
7月2日，俄军开始在纽约推进，DeepStateMap.Live显示俄军推进了约4公里，还占领了尤里耶夫卡村的部分区域。次日起，俄军又在东部发动攻势，开始争夺皮夫尼奇内和德鲁日巴的东部。7月29日，俄军宣布占领扎利兹内的东部，7月30日，俄国防部宣称已完全占领皮夫登内。8-9月期间，俄军和乌军在纽约反复争夺，至9月底，俄国防部宣称已完全占领纽约。

### 2024年8月至2025年2月：俄军占领主城区
2024年8月22日，俄军从皮夫尼奇内出发攻入了托列茨克城区的东部；次日俄军又攻入城区南部。此后数月，双方开始了针对城市的争夺。
2025年1月28日奥地利军事专家马库斯·莱斯纳（Markus Reisner）表示，这座城市实际上已被俄罗斯军队占领。1月30日，乌克兰第28机械化旅的一位发言人告诉媒体，最活跃的战斗不再发生在托列茨克本身，而是发生在克里木斯科耶的工业区，在此地俄罗斯军队与第28旅的“Shkval”营交战。2月初，莱斯纳明确表示，俄罗斯军队控制了托列茨克市95%以上的地区，战斗仅在郊区进行。2月7日晚些时候，俄罗斯军队声称已经占领了该市的其余部分，而乌克兰否认了这一点。据DeepStateMap.Live称，俄罗斯军队牢牢控制着市中心，郊区的战斗仍在进行。

### 2025年2月至2025年8月7日：乌军反撲和俄軍反擊並最終佔領全市
在2月底和3月初，乌军发起了攻击，试图再次攻入城内、并将城北的俄军置于危险境地；在此之前，俄罗斯已经控制了除北部以外的整个托列茨克。然而，俄军战至3月底已重新夺回失地，还向北继续推进。至6月，战争研究所认为托列茨克全城除了西郊仍处于灰色地带外，已全部被俄军占领。
到了7月中旬，俄軍對托列茨克市西郊的彼得里夫卡發動新一輪攻勢，而戰爭研究所於8月7日證實托列茨克全境已被俄軍完全控制。

## 分析
军事分析家德米特罗·斯涅吉廖夫表示，俄罗斯占领托列茨克将具有战略价值，因为该市是重要的物流中心且位于高处；并且随着进攻，俄罗斯继续试图分散乌克兰军队以取得进一步进展。乌克兰发言人纳扎尔·沃洛申表示，俄罗斯在托列茨克的胜利将允许进一步攻击恰索夫亚尔以南，并从南部推进到其侧翼。